# 春日步
春日步（日语：／ Kasuga Ayumu），日本插畫家、漫畫家。

## 來歷
2008年，在ASCII Media Works主辦的第15屆電擊大獎、電撃插圖大獎部門中，憑藉《灼眼的夏娜》獲得選拔委員會鼓勵獎。此後一直負責輕小說的插畫。代表作水澤夢所著的輕小說《我，要成為雙馬尾》已播出電視動畫。
插圖在公司的電擊文庫MAGAZINE上發表。也負責與KONAMI商業合作創作故事育成型交換卡片「輕小說×集換式卡牌」系列的一些卡片插圖。
也作為漫畫家，曾在芳文社《Manga Time Kirara Miracle！》2012年8月號上連載《城下町的蒲公英》。該作品被製作成電視動畫，並於2015年7月至9月播出。
已在pixiv上註冊為用戶，名稱為是。《我，要成為雙馬尾》和《城下町的蒲公英》的插圖雖然都有發佈，但基本上它是一個非商業帳戶。其肖像插圖是初音未來。

## 作品列表

### 漫畫
- 城下町的蒲公英[5]（《Manga Time Kirara Miracle！》2012年8月號—2017年12月號→《Manga Time Kirara》2018年1月號—2019年9月號→《COMIC FUZ（日语：COMIC FUZ）》2020年8月7日—）—單行本已出版8冊（〈Manga Time KR Comics〉，芳文社）

### 畫冊
- 春日步插畫集（〈GA文庫〉，SB Creative，2014年3月17日發行）

### 插圖
- 我的主人是山貓公主（日语：ご主人様は山猫姫）（著：鷹見一幸，〈電擊文庫〉）
- （著：無嶋樹了，〈HJ文庫〉）※第2冊以後擔當。
- （著：火海坂貓，〈GA文庫〉）
- 明智少年的詭辯（〈Fami通文庫〉）
- 我，要成為雙馬尾（著：水澤夢，〈GAGAGA文庫〉）
- 京子犧牲的小說課程（著：林友昭（日语：林トモアキ），The Sneaker WEB連載）
- 最弱無敗神裝機龍[6]（著：明月千里，〈GA文庫〉）青文出版社 ※負責1－16冊。
- 皇帝聖印 異境之戰 無色聖女與蒼焰劍士（著：夏希乃種（日语：夏希のたね），〈富士見Fantasia文庫〉）
- （著：水澤夢，〈GAGAGA文庫〉）

### 其它插圖作品
- 我的朋友很少 官方漫畫選集3
- 《果然我的青春戀愛喜劇搞錯了。》第8冊限量版插畫集
- 交換卡片 輕小說×集換式卡牌系列
  - 我的妹妹哪有這麼可愛 共同擔任第1彈—第3彈各2張的卡片插圖繪製。
  - 加速世界 分別擔任第1彈3張和第2彈2張的卡片插圖繪製。
- 電擊文庫MAGAZINE
  - 全彩色宣傳插圖 7號、9號
  - 單頁全彩色插圖 12號、13號

## 外部連結
- 妄想品質 （页面存档备份，存于） （日語）—春日步的官方個人部落格。